# Малый Карамас (Моркинский район)
Малый Карамас (мар. Изи Корамас) — деревня в Моркинском районе Республики Марий Эл. Входит в состав Коркатовского сельского поселения.

## География
Находится в юго-восточной части республики Марий Эл на расстоянии приблизительно 10 км по прямой на юго-запад от районного центра посёлка Морки.

## История
Известна с 1748 года, когда в деревне проживало 50 человек. В 1867 году здесь насчитывались 162 ревизские души. В 1872 году в деревне находилось 23 двора, в 1902 году 53 двора. В 1924 году в деревне проживало 405 человек, мари. В 2004 году остаётся 57 дворов. В советское время работали колхозы «У куат» и «За коммунизм».

## Население
Население составляло 201 человек (мари 100 %) в 2002 году, 193 в 2010.